# وينسلو كارلتون
وينسلو كارلتون (بالإنجليزية: Winslow Carlton)‏ هو خبير مالي أمريكي، ولد في 1907، وتوفي في 7 ديسمبر 1994.